# Roque Olsen
Roque Germán Olsen Fontana (Sauce de Luna, 9 september 1925 - Sevilla, 15 juni 1992) was een Argentijns voetballer en voetbaltrainer. Hij won met Real Madrid de allereerste editie van de Europacup I.

## Spelerscarrière
Roque Olsen begon zijn voetbalcarrière als aanvaller in het kampioenschap van zijn provincie, Entre Ríos. Daar werd hij opgemerkt door CA Tigre, waar hij vervolgens in 1949 een contract tekende. Olsen deed het niet slecht en al na een jaar nam Racing Club de Avellaneda, de regerende landskampioen, hem over. Maar ook daar viel hij al snel op, want na amper vijftien wedstrijden (waarin hij zes keer scoorde) kocht Real Madrid hem over.
Olsen bleef uiteindelijk zeven seizoenen bij Real Madrid, waar hij samenspeelde met zijn landgenoten Alfredo Di Stéfano en Héctor Rial. Hij scoorde 60 doelpunten in 110 competitiewedstrijden en won in 1956 de allereerste editie van de Europacup I, al kwam hij in de finale tegen Stade de Reims niet in actie.
Olsen kreeg met de jaren last van zijn knie en kwam vanaf 1954 minder in actie dan daarvoor. In 1957 trok hij naar tweedeklasser Córdoba CF, waar hij twee jaar later zijn spelerscarrière afsloot en aan zijn trainerscarrière begon.

## Trainerscarrière
Zijn eerste succes als trainer boekte hij meteen met Córdoba, door in 1962 te promoveren naar de Primera División. Hij realiseerde hetzelfde met Deportivo La Coruña in 1964. In het seizoen 1964/65 leidde hij Real Zaragoza naar een knappe derde plaats in de Primera División, waarop hij trainer werd van FC Barcelona. De relatie met zijn spelers raakten echter verzuurd, en ondanks het winnen van de Jaarbeursstedenbeker in 1966 (in een finale tegen zijn ex-club Real Zaragoza) vertrok hij in 1967.
Olsen keerde vervolgens terug naar Real Zaragoza, waar hij na anderhalf seizoen vertrok. Na een passage bij Celta de Vigo keerde hij ook terug naar Deportivo La Coruña, dat hij in 1971 voor de tweede keer naar de hoogste klasse leidde. Dat kunstje herhaalde hij vervolgens met Elche CF en Sevilla FC, alvorens met UD Las Palmas op een opmerkelijke vierde plaats te eindigen in het seizoen 1976/77.
Olsen ging vervolgens nog drie keer aan de slag bij Elche CF, keerde nog eens terug naar UD Las Palmas en was ook nog trainer van Cádiz CF en Recreativo Huelva. Hij viel later nog in als interim-trainer bij UD Las Palmas (1988, 1991, 1991-1992) en Sevilla FC (1989). Hij overleed op 15 juni 1992 op 66-jarige leeftijd, terwijl hij nog in dienst was bij Las Palmas.